# Mercer Ice Stream
Mercer Ice Stream (dawniej Stream A , pol. „Strumień A”) – strumień lodowy odprowadzający lód z pokrywy Antarktydy Zachodniej do Lodowca Szelfowego Rossa.

## Nazwa
Strumień początkowo znany był jako Stream A – wszystkie strumienie lodowe zasilające Lodowiec Szelfowy Rossa oznaczano kolejnymi literami alfabetu w kolejności ich położenia z południa na północ . Ich nazwy zostały zmienione na początku XXI w., aby uhonorować geologów, w tym przypadku strumień został nazwany w 2002 roku na cześć glacjologa Johna H. Mercera (1922-1987), badacza strumieni lodowych Antarktydy Zachodniej, który wykonał mapy moren nad Reedy Glacier i lodowcami w Ohio Range przy Horlick Ice Stream, głównych dopływów Mercer Ice Stream .

## Geografia
Jeden z pięciu głównych strumieni lodowych spływających z Antarktydy Zachodniej i zasilających Lodowiec Szelfowy Rossa – najbardziej wysunięty na południe z nich . Płynie na zachód do Gould Coast i na południe od Whillans Ice Stream .

## Historia
Strumienie lodowe zostały zbadane i zmapowane w ramach United States Antarctic Research Program w latach 1983–1984 . 